# Sestav štirih šeststranih prizem
Sestav štirih šeststranih prizem je v geometriji sestav štirih šeststranih prizem, ki so razporejene vzdolž osi s trojno vrtilno simetrijo oktaedra.
Sklic v preglednici na desni se nanaša na seznam sestavov uniformnih poliedrov.

## Kartezične koordinate
Kartezične koordinate oglišč tega sestava so vse permutacije vrednosti:
(±1, ±(1−√6), ±(1+√6))

## Vir
- Skilling, John (1976), »Uniform Compounds of Uniform Polyhedra«, Mathematical Proceedings of the Cambridge Philosophical Society, 79 (3): 447–457, doi:10.1017/S0305004100052440, MR 0397554.